# AFC Futsal Club Championship
L'AFC Futsal Club Championship è l'unica competizione continentale di calcio a 5 per club organizzata dalla AFC. È riservata alle squadre vincitrici dei rispettivi campionati nazionali.

## Storia
Questa coppa si svolge dalla stagione sportiva 2008-2009 e comprende tutte le squadre campioni dei vari tornei nazionali asiatici. La prima edizione, svoltasi in Iran, nel luglio del 2009, è stata ideata con la formula a due gironi da cinque squadre, con semifinali e finale. Con il passare degli anni la formula è rimasta quasi del tutto invariata, ma sono aumentate le nazioni partecipanti, e nell'edizione del 2017, ci saranno ben 12 squadre che si affronteranno in Giappone, nella città di Nagoya.

## Albo d'oro
| Stagione | Sede        | Campione        | Risultato       | Secondo posto   | Terzo posto      | Risultato       | Quarto posto    |
| -------- | ----------- | --------------- | --------------- | --------------- | ---------------- | --------------- | --------------- |
| 2010     | Esfahan     | Foolad Mahan    | 5 - 2           | Al-Sadd         | Nagoya Oceans    | 6 - 6 (6-5 dcr) | Port            |
| 2011     | Doha        | Nagoya Oceans   | 3 - 2 (dts)     | Shahid Mansouri | Al-Sadaka Beirut | 4 - 4 (4-3 dcr) | Al-Rayyan       |
| 2012     | Al Kuwait   | Giti Pasand     | 2 - 1           | Ardus Tashkent  | Nagoya Oceans    | 4 - 1           | Al-Rayyan       |
| 2013     | Nagoya      | Chonburi        | 1 - 1 (4-1 dcr) | Giti Pasand     | Nagoya Oceans    | 6 - 4           | Nanling Tielang |
| 2014     | Chengdu     | Nagoya Oceans   | 5 - 4 (dts)     | Chonburi        | Dabiri Tabriz    | 5 - 5 (7-6 dcr) | Nanling Tielang |
| 2015     | Esfahan     | Tasisat Daryaei | 5 - 4           | Al-Qadisiya     | Thái Sơn Nam     | 7 - 3           | Naft Al-Wasat   |
| 2016     | Bangkok     | Nagoya Oceans   | 4 - 4 (6-5 dcr) | Naft Al-Wasat   | Chonburi         | 6 - 1           | Dibba Al Hisn   |
| 2017     | Ho Chi Minh | Chonburi        | 3 - 2           | Giti Pasand     | Thái Sơn Nam     | 6 - 1           | Al-Rayyan       |
| 2018     | Yogyakarta  | Mes Sungun      | 4 - 2           | Thái Sơn Nam    | Bank of Beirut   | 5 - 3           | Naft Al-Wasat   |
| 2019     | Bangkok     | Nagoya Oceans   | 2 - 0           | Mes Sungun      | Thái Sơn Nam     | 6 - 4           | AGMK Olmaliq    |

## Statistiche

### Club
| Titoli | Squadra         | Anni                   |
| ------ | --------------- | ---------------------- |
| 4      | Nagoya Oceans   | 2011, 2014, 2016, 2019 |
| 2      | Chonburi        | 2013, 2017             |
| 1      | Foolad Mahan    | 2010                   |
| 1      | Giti Pasand     | 2012                   |
| 1      | Tasisat Daryaei | 2015                   |
| 1      | Mes Sungun      | 2018                   |

### Vittorie per nazione
| Titoli | Nazione    | Squadre                                                |
| ------ | ---------- | ------------------------------------------------------ |
| 4      | Giappone   | Nagoya Oceans (4)                                      |
| 4      | Iran       | Foolad Mahan, Giti Pasand, Tasisat Daryaei, Mes Sungun |
| 2      | Thailandia | Chonburi (2)                                           |

## Premi

### Miglior giocatore
| Anno | Calciatore           | Squadra         |
| ---- | -------------------- | --------------- |
| 2010 | Vahid Shamsaei       | Foolad Mahan    |
| 2011 | Mohammad Keshavarz   | Shahid Mansouri |
| 2012 | Mohammad Keshavarz   | Giti Pasand     |
| 2013 | Suphawut Thueanklang | Chonburi        |
| 2014 | Kaoru Morioka        | Nagoya Oceans   |
| 2015 | Vahid Shamsaei       | Tasisat Daryaei |
| 2016 | Farhad Tavakoli      | Naft Al-Wasat   |
| 2017 | Ali Hassanzadeh      | Giti Pasand     |
| 2018 | Mahdi Javid          | Bank of Beirut  |

### Miglior marcatore
| Anno | Calciatore          | Squadra         | Goal |
| ---- | ------------------- | --------------- | ---- |
| 2010 | Vahid Shamsaei      | Foolad Mahan    | 17   |
| 2011 | Ali Hassanzadeh     | Al-Rayyan       | 10   |
| 2012 | Ahmad Esmaeilpour   | Giti Pasand     | 9    |
| 2013 | Kaoru Morioka       | Nagoya Oceans   | 8    |
| 2014 | Kaoru Morioka       | Nagoya Oceans   | 5    |
| 2015 | Vahid Shamsaei      | Tasisat Daryaei | 10   |
| 2016 | Jirawat Sornwichian | Chonburi        | 7    |
| 2017 | Jirawat Sornwichian | Chonburi        | 8    |
| 2018 | Mahdi Javid         | Bank of Beirut  | 12   |